# 5416 Estremadoyro
5416 Estremadoyro (1978 VE5) là một tiểu hành tinh vành đai chính được phát hiện ngày 7 tháng 11 năm 1978 bởi E. F. Helin và S. J. Bus ở Palomar.